# Peer Polity Interaction
Peer Polity Interaction (Interaktion gleichrangiger Gemeinwesen) ist ein in der modernen Archäologie genutztes Konzept, das ursprünglich entwickelt wurde, um einen gemeinsamen Rahmen für die Diskussion der Entstehung der Poleis in der Ägäis zu schaffen. Nach der Definition von Colin Renfrew steht Peer Polity Interaction für das ganze Spektrum der Interaktion (inkl. Nachahmung, Konkurrenzierung, Krieg und Austausch von Waren und Informationen) zwischen benachbarten autonomen Gemeinwesen.